# 4,4-Dimethyloxazolidin
4,4-Dimethyloxazolidin (DMO) ist eine chemische Verbindung aus der Gruppe der Oxazolidine, die als Formaldehyd-abspaltendes Biozid (Formaldehyd-Gehalt 30 %) wirksam ist.
4,4-Dimethyloxazolidin entsteht durch Kondensationsreaktion (= Abspaltung von Wasser) des Aminoalkohols 2-Amino-2-methylpropanol mit Formaldehyd.
DMO wird unter anderem zur Konservierung von Farben, Lacken, Haushaltsreinigern, Kühlschmiermitteln und von bei der Erdölförderung anfallendem Wasser verwendet.

## Zulassung
DMO gehört nach der Verordnung (EG) 1451/2007 Anhang II zu den alten Biozidwirkstoffen, die zurzeit noch in Biozid-Produkten (Produktarten 6, 11, 12, 13) vermarktet werden dürfen.